# 武器基础知识证书
根据德國《武器法》第7条第1款的规定，运动射击武器基础知识证书是获得拥枪证（WBK）的先决条件之一。
运动射击武器基础知识证明需接受有资格认证的培训，并通过授权考试委员会的考试获得。
如果申请人通过了枪手行业的猎人考试或职业枪匠考试，或者至少在武器行业工作工作三年以上，则无需再通过运动武器射击基础知识考试，因为上述证书或经验也被认可等同于通过运动武器射击基础知识考试。

## 运动射击武器基础知识课程内容
专业课程分为理论部分和实践两部分。

### 理论部分
应试者需了解武器法中关于射击检测，自卫以及紧急情况相关的法律规定。还有如何处置及保存武器和弹药。

### 实践部分
应试者应掌握如何使用武器以及弹药。通常实践部分的培训会在射击场上进行。

### 培训费用以及所需时间
培训一般需要2天，培训费用以及杂费（包括子弹费用，枪支租赁和射击场地费用）外加考试费用大约在70欧元。